# محمد یوسف نیری
محمد یوسف نیری (زاده ۳۱ خرداد ۱۳۳۳ - شیراز) نویسنده و پژوهشگر ایرانی است. وی در دوران تحصیل، در کلاس استادانی همچون احمد مهدوی دامغانی و سید جعفر شهیدی شرکت داشته و اینک استاد ممتاز بخش زبان و ادبیات فارسی دانشکده ادبیات و علوم انسانی دانشگاه شیراز می‌باشد.

## زندگی
محمد یوسف نیری در سال ۱۳۳۳، در شیراز به دنیا آمد.عبدالرسول نیر شیرازی عموی بزرگ وی است. وی از محققان ایرانی است که در حوزه مولوی پژوهی و عرفان اسلامی دارای تخصص است.

## سوابق تحصیلی
- دیپلم ادبی، شیراز دبیرستان حاج قوام ۱۳۵۱
- لیسانس زبان و ادبیات فارسی دانشگاه شیراز ۱۳۵۶
- فوق لیسانس زبان و ادبیات فارسی دانشگاه تهران ۱۳۵۸
- دکتری زبان و ادبیات فارسی دانشگاه تهران ۱۳۶۵[۲]

## مقالات
- هستی و نیستی در آئینه روضة الانوار، پژوهش نامه دانشکده ادبیات و علوم انسانی دانشگاه شهید بهشتی، ش ۷، زمستان ۱۳۷۰.[۷]
- امیرالمؤمنین علی علیه السلام وجهه جاودانه، فصل نامه اندیشه دینی، دانشگاه شیراز، ش۱، دوره دوم، پاییز و زمستان ۱۳۷۹.[۸]
- ذوالقرنین در میان نور و ظلمت، پژوهش نامه دانشکده ادبیات و علوم انسانی دانشگاه شهید بهشتی، ش ۳۱، پاییز ۱۳۸۰.[۹]
- حکیم خندان، مجله علوم اجتماعی و انسانی دانشگاه شیراز، ش ۳۴، بهار ۱۳۸۱.[۱۰]
- شهید و شهادت در عرفان اسلامی، مجله علوم اجتماعی و انسانی دانشگاه شیراز، ش ۴۲، بهار ۱۳۸۴.[۱۱]
- سیمرغ در جلوه‌های عام و خاص، مجله علوم اجتماعی و انسانی دانشگاه شیراز، ش ۴۸، پاییز ۱۳۸۵.[۱۲]

## سوابق رسمی و خدمات آموزشی
- مربی بخش زبان و ادبیات فارسی دانشگاه شیراز از ۲۰/۳/۵۹.
- استادیار بخش زبان و ادبیات فارسی دانشگاه شیراز از ۱۱/۳/۶۷.
- دانشیار بخش زبان و ادبیات فارسی دانشگاه شیراز از ۱۹/۷/۷۷.
- استاد پایه ۲۹ بخش زبان و ادبیات فارسی دانشگاه شیراز از ۲۹/۶/۸۵.
- عضویت در شورای پژوهشی دانشکدهٔ ادبیات و علوم انسانی دانشگاه شیراز ۱/۱۲/۶۷.
- عضویت در شورای تحصیلات تکمیلی دانشکدهٔ ادبیات و علوم انسانی دانشگاه شیراز ۲۵/۷/۷۴.
- عضویت در شورای قطب‌های علمی بخش فارسی دانشگاه شیراز ۱۴/۱۲/۸۱.
- عضویت در کمیتهٔ ادیان و عرفان مرکز پژوهش‌های اسلامی دانشگاه شیراز ۱۷/۱۲/۸۱.
- عضویت در کمیتهٔ علمی همایش مدرسان ایرانی زبان و ادبیات فارسی درخارج از کشور ۲۶/۱/۷۸.

## نشان‌ها و جوایز
- مدال دانشگاه شیراز، به مناسبت احراز رتبهٔ اول و دانشجوی ممتاز دوره کارشناسی، مراسم فارغ‌التحصیلی دانشگاه شیراز، خرداد ۱۳۵۶.
- مدرس برجستهٔ سال ۱۳۷۱ دانشگاه شیراز.
- لوح تقدیر به پاس تألیف در ششمین هفتهٔ کتاب جمهوری اسلامی ایران، معاونت فرهنگی جهاد دانشگاهی فارس، آبان ۱۳۷۷.
- دریافت سرو بلورین، لوح تقدیر و جایزه به عنوان نفر برتر در بخش معارف اسلامی، جشن فرهنگ فارس، آبان ۱۳۷۸.
- لوح تقدیر و جایزه به عنوان استاد پیشکسوت دانشگاه شیراز در سال ۱۳۸۲، تالار شهید دستغیب دانشگاه، اردیبهشت ۱۳۸۲.
- پژوهشگر نمونهٔ بخش زبان و ادبیات فارسی دانشگاه شیراز در سال ۱۳۸۴.
- استاد نمونه دانشگاه شیراز در سال ۱۳۸۵.
- استاد برگزیده در سومین دوره بین‌المللی جایزه سال دکتر معین، تیر ۱۳۹۰.[۱۳]